# Something Ricked This Way Comes
"Something Ricked This Way Comes" er den niende episode i den første sæson af Adult Swims tegnefilmserie Rick and Morty. Den er skrevet af John Rice, og instrueret af Mike McMahan, og den havde premiere på d. 24. marts 2014. Den har Justin Roiland Rick Sanchez og Morty Smith. Titlen refererer til romanen Something Wicked This Way Comes (1962) af Ray Bradbury.
I afsnittet åbner djævlen, Lucius Needful, en butik med gratis ting, der alle har en magisk egenskab, men også en forbandelse. Summer får arbejde i butikken, men Rick gennemskuer, hvad butikken "sælger" og fjernerforbandelserne.